# Stein (Name)
Stein ist ein Vorname und Familienname.

## Herkunft und Bedeutung
- Der Name hat die Bedeutung von Felsformation und lässt sich in einigen Fällen auf Ortsnamen oder Wohnplatznamen (der, der am Felsen / in der Nähe des Felsens wohnt) zurückführen.[1]
- Verkürzungsform von Personennamen (z. B. Steinhard, Steinmar).[1]
- Als jüdischer Familienname ist er als Synonym für Isaak zu deuten, siehe Felsen.
- Als norwegischer männlicher Vorname ist er eine Entsprechung zu Sten.[2]

## Varianten des Namens
- Steen,[1] niederdeutsch
- Steincke,[1] norddeutsch
- Steinle,[1] süddeutsch
- Steindl,[1] süddeutsch
- Sten, niederländisch und skandinavisch
- Stain, süddeutsche Sippe; ferner: Freikorpskämpfer, bayerischer Minister

## Namensträger

### Familienname

#### A
- Aaron Marc Stein (1906–1985), US-amerikanischer Schriftsteller
- Abby Stein (* 1991), US-amerikanische Transgender-Aktivistin
- Abraham Stein (1818–1884), deutscher Rabbiner
- Achim Stein (* 1962), deutscher Romanist und Hochschullehrer
- Adam Lorenz von Toerring-Stein (1614–1666), deutscher Geistlicher, Bischof von Regensburg
- Adolf Stein (Schriftsteller) (1871–1945), deutscher Journalist und Schriftsteller
- Adolf Stein (Segler) (1931–2022), deutscher Segler
- Albert Stein (Theologe) (1925–1999), deutscher Richter, Theologe und Hochschullehrer
- Albert Stein (Drehbuchautor), deutscher Drehbuchautor
- Albert von Toerring-Stein (1578–1649), deutscher Geistlicher, Bischof von Regensburg
- Albert Gereon Stein (1809–1881), deutscher Kirchenmusiker und Priester
- Albrecht vom Stein (um 1484–1522), Schweizer Söldnerführer
- Alexander Stein (Pfarrer) (1789–1833), deutscher Pfarrer
- Alexander Stein (Anwalt) (1809–1858), deutscher Jurist und Politiker
- Alexander Stein (Mediziner) (Alexander W. Stein; 1841–1897), US-amerikanischer Urologe und Hochschullehrer
- Alexander Stein (Rabbiner) (1843–1914), deutscher Rabbiner
- Alexander Stein (Journalist) (Alexander N. Rubinstein; 1881–1948), lettischer Journalist
- Alexander Stein (Marineoffizier) (1890–1970), deutscher Fregattenkapitän
- Alexander Stein (Schriftsteller) (Alexander Petrowitsch Rubinstein; 1906–1993), russischer Schriftsteller
- Alexander Stein (Prälat) (1911–1980), deutscher Prälat
- Alexander Herzog-Stein (* 1971), deutscher Wirtschaftswissenschaftler
- Alexandra Stein (Germanistin) (* 1960), deutsche Germanistin
- Alexandra Stein (Ruderin) (* 1984), US-amerikanische Ruderin
- Alexandra Stein (Volleyballspielerin) (* 1998), US-amerikanische Volleyballspielerin
- Alfred Stein (Mediziner) (1898–1967), deutscher Mediziner und Homöopath
- Alfred Stein, eigentlicher Name von Fred Stein (1909–1967), deutscher Fotograf
- Alfred Stein (Schauspieler), deutscher Schauspieler
- Alfred Stein (Statistiker) (* 1958), niederländischer Mathematiker, Statistiker und Hochschullehrer
- Alfred Gustav Stein (1872–1945), estnischer Geistlicher
- Alon Stein (* 1978), israelischer Basketballspieler
- André Stein (1776–1842), deutscher Klavierbauer
- André Loyola Stein (* 1994), brasilianischer Beachvolleyballspieler
- Andreas Stein (Orgelbauer) (1761–1833), österreichischer Orgelbauer
- Andreas Stein (Sänger), deutscher Sänger (Countertenor)
- Andreas Stein (Mathematiker) (* 1963/1965), deutscher Mathematiker und Hochschullehrer
- Andreas Friedrich Stein (1784–1809), deutsch-österreichischer Pianist, Musikpädagoge und Komponist
- Anina Abt-Stein (* 1988), deutsche Schauspielerin, siehe Anina Haghani
- Anna Stein, Pseudonym von Margarethe Wulff (1792–1874), deutsche Schriftstellerin
- Anna Stein (Turnerin) (* 1949), deutsche Turnerin
- Annett Stein (Trainerin) (* 1964), deutsche Leichtathletiktrainerin
- Annett Stein (Journalistin) (* 1974/1975), deutsche Wissenschaftsjournalistin
- Anton Joseph Stein (1759–1844), österreichischer Pädagoge und Philologe
- Arnd Stein (* 1946), deutscher Psychologe und Komponist
- Arthur Stein (Althistoriker) (auch Artur Stein; 1871–1950), österreichisch-tschechischer Althistoriker
- Arthur Stein (Philosoph) (1888–1978), Schweizer Philosoph, Historiker und Hochschullehrer
- Arthur Stein (Gewerkschafter) (um 1907–??), US-amerikanischer Gewerkschafter
- Arthur Stein (Politikwissenschaftler) (Arthur Asher Stein; * 1950), US-amerikanischer Politikwissenschaftler und Hochschullehrer
- August Stein (Unternehmer) (1842–1903), deutscher Bergbauunternehmer
- August Stein (Journalist, 1851) (1851–1920), deutscher Journalist und Publizist
- August Stein (Jurist) (1852–1890), österreichischer Jurist
- August Stein (Journalist, 1854) (1854–1937), böhmisch-österreichischer Redakteur, Übersetzer und Verbandsfunktionär
- Aurel Stein (1862–1943), ungarischer Entdecker und Archäologe
- Axel Stein (* 1982), deutscher Schauspieler und Comedian

#### B
- Bartholomäus Stein (auch Barthel Sthenus; um 1477–um 1520), deutscher Humanist und Geograph
- Bastian Stein (* 1983), österreichischer Jazzmusiker
- Ben Stein (Benjamin Stein; * 1944), US-amerikanischer Schauspieler, Autor und Anwalt
- Benjamin Stein (* 1970), deutscher Journalist, Manager und Schriftsteller
- Benno Stein (* 20. Jh.), deutscher Informatiker
- Bernard Stein (* 1949), deutscher Grafikdesigner, siehe Ott und Stein
- Bernd Stein (* 1968), deutscher Jurist und Fotograf
- Bernhard Stein (1904–1993), deutscher Geistlicher, Bischof von Trier
- Bill Stein (William Earl Stein; 1899–1983), US-amerikanischer American-Football-Spieler
- Birgit Stein (1968–2018), deutsche Schauspielerin
- Bolko von Stein (1898–nach 1948), deutscher Jurist
- Boris Stein (* 1984), deutscher Duathlet und Triathlet
- Bruno Stein (1930–1996), US-amerikanischer Ökonom

#### C
- Carl von Stein (Jurist) (1626–1675), deutscher Jurist und Kanzler
- Carl Stein (Pädagoge) (Carl Ludwig Stein; 1819–1883), deutscher Lehrer und Schriftsteller
- Carl Stein (Musiker) (1824–1902), deutscher Musiker und Komponist
- Carl Stein (Politiker) (1880–1957), deutscher Politiker, Bürgermeister von Itzehoe
- Carl Stein (Diplomat) (1908–2003), deutscher Diplomat
- Carl von Stein zu Nord- und Ostheim (1673–1733), deutscher Adliger
- Carl Robert Stein (1852–1932), österreichischer Unternehmer
- Caspar von Stein (1590–1632), deutscher Ritter und Gesandter
- Charles Stein (1920–2016), US-amerikanischer Statistiker
- Charlotte von Stein (1742–1827), deutsche Hofdame, Freundin von Friedrich Schiller und Johann Wolfgang von Goethe
- Charlotte Stein-Pick (geb. Charlotte Baron; 1899–1991), deutschamerikanische Autobiografin
- Chris Stein (* 1950), US-amerikanischer Gitarrist, Mitglied von Blondie (Band)
- Christian Stein (Pfarrer) (Johann Daniel Christian Stein; 1809–1887), deutscher Pfarrer und Politiker
- Christian Stein (Literaturwissenschaftler) (* 1981), deutscher Literaturwissenschaftler und Informatiker
- Christian Gottfried Daniel Stein (1771–1830), deutscher Geograph
- Christiane Stein (* 1972), deutsche Fernsehjournalistin, Moderatorin und Schauspielerin
- Christof Stein-Schneider (* 1962), deutscher Gitarrist
- Christoph Gérard Stein (* 1971), deutsch-französischer Schauspieler
- Claudius Stein (* 1978), deutscher Archivar und Historiker
- Clifford Stein (* 1965), US-amerikanischer Informatiker
- Conrad Stein (1892–1960), deutscher Ringer
- Craig Stein, britischer Schauspieler und Synchronsprecher

#### D
- Daniel L. Stein (* 1953), US-amerikanischer Physiker
- Danique Stein (* 1990), Schweizer Fußballspielerin
- David Stein (1935–1999), französischer Maler, Kunsthändler und Kunstfälscher
- David Stein (* 1971), US-amerikanischer Revisionist, siehe David Cole (Holocaustleugner)
- Diana Stein, Theaterregisseurin, Dramatikerin, Bühnenbildnerin, Texterin und Performerin
- Dieter Stein (Maler) (1924–2022), deutscher Maler und Zeichner
- Dieter Stein (Sprachwissenschaftler) (Dieter A. Stein; * 1946), deutscher Sprachwissenschaftler
- Dieter Stein (Illustrator) (* 1955), deutscher Illustrator
- Dieter Stein (Radsportler) (* 1955), deutscher Radsportler und Radsporttrainer
- Dieter Stein (Spieleautor) (* 1965), deutscher Spieleautor
- Dieter Stein (Journalist) (* 1967), deutscher Journalist
- Dietrich von Stein (1793–1867), deutscher Großgrundbesitzer und Politiker
- Dietrich Stein (Ingenieur) (1938–2024), deutscher Bauingenieur und Hochschullehrer
- Dietrich Stein (Heimatforscher) (* 1948), deutscher Pastor, Byzantinist und Heimatforscher
- Dimitri Stein (1920–2018), US-amerikanischer Ingenieur

#### E
- Eberhard Stein (* 1943), deutscher Maler, Grafiker und Keramiker
- Eckhard Stein (1934–2006), deutscher Basketballtrainer
- Edith Stein (1891–1942), deutsche Philosophin, Ordensfrau und Märtyrin
- Eduard Stein (1818–1864), deutscher Dirigent
- Eitelwolf von Stein († 1515), deutscher Humanist und Diplomat
- Ekkehard Stein, (* 1943), deutscher Komponist und Musikproduzent
- Ekkehart Stein (1932–2008), deutscher Staatsrechtler
- Ela Stein-Weissberger (1930–2018), Holocaustüberlebende und Zeitzeugin
- Ellen Margrethe Stein (1893–1979), dänische Schauspielerin
- Elfriede Stein (1891–1985), deutsche Schriftstellerin, siehe Friede Birkner
- Elias Stein (Schachspieler) (1748–1812), niederländischer Schachspieler
- Elias Stein (Mathematiker) (1931–2018), US-amerikanischer Mathematiker
- Elias Stein (E-Sportler) (* 2002), deutscher E-Sportler
- Elisabeth von Stein, deutsche Richterin
- Elisabeth Stein (* 1961), deutsche Klassische Philologin, Mediävistin und Latinistin
- Elke Stein-Hölkeskamp (* 1954), deutsche Althistorikerin
- Elliott Stein (1928–2012), US-amerikanischer Journalist und Historiker
- Emil Stein (Philosoph) (1874–1895), böhmisch-österreichischer Philosoph
- Emil Stein (Manager) (1903–1962), deutscher Wirtschaftsmanager
- Emmy Stein (1879–1954), deutsche Botanikerin und Genetikerin
- Erasmus Stein (* 1984), deutscher Zauberkünstler und Komiker
- Erdmann von Stein (1662–1739), deutscher Hofbeamter
- Eric Stein (1913–2011), US-amerikanischer Rechtswissenschaftler
- Erich Stein (1884–1945), deutscher Generalleutnant
- Erna Stein-Blumenthal (1903–1983), deutsch-israelische Kunsthistorikerin
- Ernst von Stein (1767–1787), deutscher Hofbeamter
- Ernst Stein (Historiker) (1891–1945), österreichischer Althistoriker
- Ernst Stein (Politiker, 1906) (1906–1943), deutscher Politiker (NSDAP)
- Ernst Stein (Politiker, 1916) (1916–1977), deutscher Parteifunktionär (SED)
- Ernst Stein (Literaturwissenschaftler), deutscher Literaturwissenschaftler und Herausgeber
- Ernst Stein (Mediziner) (* 1937), deutscher Mediziner und Autor
- Ernst Eduard Stein (1901–1968), österreichischer Übersetzer und Schriftsteller
- Erwin Stein (Musiker) (1885–1958), österreichischer Komponist, Dirigent und Musiktheoretiker
- Erwin Stein (Richter) (1903–1992), deutscher Richter und Politiker (CDU)
- Erwin Stein (Politiker) (1930–2009), deutscher Politiker (CSU), MdL Bayern
- Erwin Stein (Ingenieur) (1931–2018), deutscher Ingenieur und Hochschullehrer
- Erwin Stein (Fußballspieler) (1935–2024), deutscher Fußballspieler
- Esther Leist-Stein (1926–2019), Schweizer Malerin und Illustratorin

#### F
- Ferdinand Stein (Heimatforscher) (Joseph Ferdinand Stein; 1791–1835), deutscher Jurist, Beamter und Heimatforscher
- Ferdinand von Stein (Verwaltungsbeamter) (1800–1875), deutscher Verwaltungsbeamter
- Ferdinand Stein (Richter), deutscher Jurist und Richter
- Ferdinand von Stein-Liebenstein zu Barchfeld (1832–1912), deutscher Generalleutnant
- Ferdinand-Wilhelm von Stein-Liebenstein zu Barchfeld (1895–1953), deutscher Generalmajor
- Flemming Stein (* 1996), deutscher Synchronsprecher
- Frank Stein (Fußballspieler) (* 1954), deutscher Fußballspieler
- Frank Stein (Politiker) (* 1963), deutscher Kommunalbeamter und Politiker (SPD)
- Franz Stein (Journalist) (1869–1943), österreichischer Journalist und Politiker, MdL Böhmen
- Franz Stein (Schauspieler) (1880–1958), deutscher Schauspieler
- Franz Stein (Politiker, 1900) (1900–1967), deutscher Politiker (SPD), Oberbürgermeister von Mainz
- Franz A. Stein (Franz Alois Stein; 1928–1999), deutscher Musikwissenschaftler
- Franz Joseph von Stein (Jurist) (1772–1834), deutscher Verwaltungsjurist
- Franz Joseph von Stein (1832–1909), deutscher Theologe, Erzbischof von München und Freising
- Frauke Stein (1936–2023), deutsche Archäologin
- Fred Stein (1909–1967), deutscher Fotograf
- Freimut Stein (1924–1986), deutscher Eiskunstläufer und Rollkunstläufer
- Friedrich Stein (Richter) (1811–1868), deutscher Verwaltungsbeamter und Richter
- Friedrich von Stein (Zoologe) (1818–1885), deutscher Entomologe
- Friedrich Stein (Historiker) (1820–1905), deutscher Jurist und Regionalhistoriker
- Friedrich Stein (Rechtswissenschaftler) (1859–1923), deutscher Rechtswissenschaftler
- Friedrich Stein (Maler) (1911–1987), deutscher Maler und Grafiker
- Friedrich August von Stein (1817–1893), württembergischer Jurist, Präsident des Staatsgerichtshofes
- Friedrich Christian Ludwig von Stein (1703–1739), deutscher Gutsherr und Politiker
- Friedrich Georg von Stein (1769–1851), deutscher Offizier und Gutsbesitzer
- Friedrich Ludwig Stein (1831–1912), deutscher Fagottist
- Friedrich Wilhelm Stein (Johannes Friedrich Wilhelm Stein; 1887–1956), deutscher Politiker (Hessischer Bauernbund, FDP)
- Fritz Stein (Pfarrer) (Friedrich Stein; 1879–1956), deutscher Pfarrer
- Fritz Stein (Musikwissenschaftler) (Friedrich Wilhelm Stein; 1879–1961), deutscher Dirigent, Musikwissenschaftler und Hochschullehrer
- Fritz Stein (Schauspieler), österreichischer Schauspieler und Regisseur

#### G
- Gabriele Stein (1941–2020), deutsche Anglistin
- Georg von Stein († 1497), deutscher Adliger und Hofbeamter
- Georg Stein (Schachspieler) (1909–nach 1980), deutscher Schachspieler
- Georg von Stein (Fahrsportler) (* 1972), deutscher Vierspännerfahrer
- Georg Stein von Kamienski (1836–1921), deutscher Gutsbesitzer und Politiker (Deutschkonservative Partei)
- Georg von Graben zum Stein († 1595), kärntnerischer Edelmann und Herr von Stein
- Georg H. W. Stein (Georg Hermann Wilhelm Stein; 1897–1976), deutscher Zoologe
- Georg Marcus Stein (1738–1794), deutscher Orgel- und Klavierbauer
- Georg Wilhelm Stein der Ältere (1737–1803), deutscher Geburtshelfer, Chirurg, Hochschullehrer und Freimaurer
- Georg Wilhelm Stein der Jüngere (1773–1870), deutscher Geburtshelfer und Hochschullehrer
- George Henry Stein (1934–2007), US-amerikanischer Historiker
- Gerd Stein (* 1941), deutscher Politik- und Erziehungswissenschaftler
- Gerhard Stein (Diplomat) (1922–1987), deutscher Diplomat
- Gerhard Stein (Autor) (* 1950), deutscher Autor
- Gerhart Stein (auch Gerhard Stein; 1910–1971), deutscher Rassentheoretiker
- Gertrude Stein (1874–1946), US-amerikanische Schriftstellerin
- Gil Stein (* 1956), US-amerikanischer Archäologe
- Gisela Stein (Literaturwissenschaftlerin) (1924–2005), US-amerikanische Literaturwissenschaftlerin
- Gisela Stein (1934–2009), deutsche Schauspielerin
- Gottfried Stein (1896–1977), deutscher Verwaltungsjurist und Landrat
- Gottlob Carl Wilhelm Friedrich von Stein (1765–1837), deutscher Kammerherr
- Gottlob Ernst Josias Friedrich von Stein (1735–1793), deutscher Oberstallmeister
- Gottlob Friedrich Konstantin von Stein (1772–1844), deutscher Kammerassessor
- Gregor Stein (* 1989), deutscher Eishockeyspieler
- Günter Stein (Kunsthistoriker) (1924–2000), deutscher Kunsthistoriker
- Günter Stein (Mediziner) (* 1937), deutscher Mediziner
- Günter Stein (Ingenieur) (1938–2025), deutscher Ingenieurwissenschaftler und Hochschullehrer
- Günther Stein (Journalist) (1900–1961), deutsch-US-amerikanischer Journalist
- Günther Stein (Autor) (1922–1982), deutscher Autor und Übersetzer
- Günther Stein (Entomologe) (1925–1994), deutscher Entomologe, Parasitologe und Hochschullehrer
- Gustav von Stein (1872–1952), deutscher Verwaltungsjurist und Landrat
- Gustav Stein (Politiker, 1903) (1903–1979), deutscher Jurist und Politiker (CDU), MdB
- Gustav Stein (Politiker, 1920) (1920–1998), deutscher Politiker (SPD), MdL Niedersachsen
- Gustel Stein (1922–2010), deutscher Künstler

#### H
- Haakon Stein (* 1940), deutscher Fechter
- Hannes Stein (* 1965), deutscher Journalist und Autor
- Hanns Stein (Hans Stein, Hannes Stein; * 1920), deutscher Moderator, Journalist, Sprecher und Schauspieler
- Hans Stein (Historiker) (1894–1941), deutscher Historiker, Sozialwissenschaftler und Journalist
- Hans Stein (Politiker, 1897) (Johann Stein; 1897–nach 1955), deutscher Politiker (CVP), MdL Saarland
- Hans Stein (Maler) (* 1935), deutscher Maler und Grafiker
- Hans Stein (Politiker, 1965) (* 1965), deutscher Politiker (FDP)
- Hans-Gert Stein (1929–1998), deutscher Handballspieler und -trainer
- Hans-Joachim vom Stein (1927–2011), deutscher Politiker (CDU)
- Hans Karl von Stein zu Nord- und Ostheim (1867–1942), deutscher Politiker
- Hans Wilhelm Stein (1875–1944), deutscher Schriftsteller
- Harald Stein (Bischof) (Harald August Edvard Stein; 1840–1900), dänischer Geistlicher, Bischof von Fünen
- Harald Stein (Mediziner) (* 1942), deutscher Pathologe
- Harald Stein (Beamter), deutscher Beamter
- Harald Stein (Basketballtrainer) (* 1966), deutscher Basketballtrainer und -spieler
- Heidrun Stein-Kecks (* 1956), deutsche Kunsthistorikerin
- Heinrich Stein (Richter) (1805–1885), deutscher Richter und Politiker, MdL Hessen
- Heinrich Stein (Philologe) (Heinrich Markus Stein; 1828–1917), deutscher Klassischer Philologe und Lehrer
- Heinrich von Stein (1833–1896), deutscher Philosoph
- Heinrich Stein (Maler) (1850–1913), deutscher Maler
- Heinrich Freiherr von Stein (1857–1887), deutscher Philosoph und Pädagoge
- Heinrich Stein (Politiker) (1896–1978), deutscher Politiker (SPD), MdBB
- Heinrich Stein (Priester) (1897–1948), deutscher Priester
- Heinrich Friedrich Karl vom und zum Stein (1757–1831), deutscher Staatsmann und Reformpolitiker
- Heinrich Konrad Stein (1831–1896), deutscher Pädagoge und Schulbuchautor
- Heinz Stein (* 1934), deutscher Holzschneider, Bildhauer und Schriftsteller
- Heinz-Dieter vom Stein (* 1934), deutscher Ingenieur und Hochschullehrer
- Helga Stein (* 1937), deutsche Volkskundlerin und Germanistin
- Helmut Stein (1942–2022), deutscher Fußballspieler
- Henri Stein (1862–1940), französischer Archivar und Historiker
- Herb Stein (Herbert Alfred Stein; 1898–1980), US-amerikanischer American-Football-Spieler
- Herbert Stein (Ökonom) (1916–1999), US-amerikanischer Wirtschaftswissenschaftler
- Herman Stein (1915–2007), US-amerikanischer Komponist
- Herman D. Stein (1917–2009), US-amerikanischer Sozialwissenschaftler
- Hermann von Stein (1854–1927), preußischer General der Artillerie und Politiker
- Hermann Freiherr von Stein (1859–1928), bayerischer General der Artillerie
- Hermann Stein (Politiker) (1919–1995), deutscher Politiker (FDP)
- Hertnid von Stein († 1491), deutscher Geistlicher, Diplomat und Kunstmäzen
- Hieronymus vom Stein (1550–1595), deutscher Rechtswissenschaftler
- Holger Stein (* 1957), deutscher Fußballspieler
- Horst Stein (1928–2008), deutscher Dirigent
- Horst Stein (Wirtschaftswissenschaftler) (* 1935), deutscher Wirtschaftswissenschaftler und Hochschullehrer
- Horst Stein (Basketballspieler), deutscher Basketballspieler
- Horst Stein (Schriftsteller) (* 1938), deutscher Schriftsteller
- Horst Stein (Künstler) (* 1970), österreichischer Fotograf, Maler und Installationskünstler

#### I
- Ignaz Stein (1721–1772), von 1768 bis 1772 Abt der Reichsabtei Obermarchtal in Oberschwaben
- Ina Stein (* 1925), deutsche Kostümbildnerin
- Ingeborg Stein (1934–2020), deutsche Musikwissenschaftlerin, Museologin und Schriftstellerin
- Ingrid Stein (* 1940/1942), deutsche Schauspielerin
- Ingrid Noemi Stein (* 1988), deutsche Schauspielerin
- Isaac Stein (1877–1915), deutscher Rabbiner
- Itamar Stein (* 1983), israelischer Volleyballspieler

#### J
- Jan-Philipp Stein (* 1988), deutscher Psychologe und Medienforscher
- Jason Stein (* 1976), US-amerikanischer Jazzmusiker
- Jean Stein (1934–2017), US-amerikanische Autorin und Herausgeberin
- Jeanne C. Stein, US-amerikanische Schriftstellerin
- Jill Stein (* 1950), US-amerikanische Ärztin und Politikerin (Green Party)
- Joachim Lucas Stein (1711–1785), deutscher Rechtswissenschaftler
- Joachim Stein (1959–2023), deutscher LGBT-Aktivist
- Joan Stein (1953–2012), US-amerikanische Fernseh- und Theaterproduzentin
- Jock Stein (John Stein; 1922–1985), schottischer Fußballspieler und -trainer
- Joël Stein (1926–2012), französischer Künstler
- Johan Stein (1871–1951), niederländischer Astronom und Jesuit
- Johann Stein (Geistlicher, 1579) (1579–1663), deutscher Pfarrer und Schriftsteller
- Johann Stein (Geistlicher, 1632) (1632–1674), deutscher Prediger
- Johann Stein (Jurist) (1661–1725), deutscher Jurist und Hochschullehrer
- Johann Stein (Brauer), deutscher Brauereibesitzer und Verbandsfunktionär
- Johann von Stein (Beamter) (1874–1948), deutscher Ministerialbeamter
- Johann von Stein (Generalmajor) (1891–1967), deutscher Generalmajor
- Johann Andreas Stein (1728–1792), deutscher Orgel- und Klavierbauer in Augsburg
- Johann Andreas Stein (Orgelbauer, 1752) (1752–1821), deutscher Orgelbauer im Baltikum
- Johann Baptist Stein (1810–1873), deutscher Politiker, Mitglied der Frankfurter Nationalversammlung
- Johann Friedrich von und zum Stein (1749–1799), deutscher Offizier und Diplomat
- Johann Georg Stein (1712–1785), deutscher Orgelbauer in Lüneburg
- Johann Heinrich Stein (Orgelbauer) (1735–1767), deutscher Orgelbauer in Durlach
- Johann Heinrich Stein (Bankier) (1773–1820), deutscher Bankier
- Johann Heinrich von Stein (* 1937), deutscher Wirtschaftswissenschaftler
- Johann Peter Stein (1647–1710), deutscher Geistlicher
- Johann Philip Emil Friedrich Stein (1816–1882), tschechischer Insektenkundler
- Johannes Stein (Rektor, Universität Tübingen) (15. Jahrhundert), deutscher Jurist und Hochschullehrer
- Johannes Stein (Politiker, 1776) (1776–1856), deutscher Ökonom und Politiker, MdL Hessen
- Johannes Stein (Admiral) (1852–1924), deutscher Konteradmiral
- Johannes Stein (Politiker, 1866) (1866–1941), deutscher Jurist und Politiker
- Johannes Stein (Mediziner) (1896–1967), deutscher Mediziner und Hochschullehrer
- John Stein (Mediziner), britischer Neurophysiologe und Hochschullehrer
- John Stein (Gitarrist) (* 1949), amerikanischer Jazzmusiker
- Johnny Stein (John Stein; 1891–1962), US-amerikanischer Jazzmusiker
- Jörg Stein (* 1961), deutscher Radrennfahrer
- Josef Stein (1876–1937), deutscher Filmregisseur und -produzent
- Joseph Stein (1912–2010), US-amerikanischer Musicalautor
- Josh Stein (* 1966), US-amerikanischer Politiker
- Josias von Stein (1735–1793), deutscher Stallmeister, siehe Gottlob Ernst Josias Friedrich von Stein
- Jules C. Stein (1896–1981), US-amerikanischer Unternehmer und Philanthrop
- Julia Stein (* 1972), deutsche Journalistin
- Julia K. Stein (1969–2024), deutsche Schriftstellerin
- Julius Stein (1813–1889), deutscher Journalist und Politiker
- Jürgen Stein (Mediziner) (* 1956), deutscher Internist, Gastroenterologe und Hochschullehrer
- Jürgen Stein (Forstwissenschaftler) (* 1957), deutscher Forstwissenschaftler
- Jürgen vom Stein (* 1961), deutscher Jurist und Richter

#### K
- Karl Stein (Schriftsteller) (1773–1855), deutscher Schriftsteller
- Karl von Stein (1801–1867), österreichischer Feldmarschall-Leutnant
- Karl Stein (Widerstandskämpfer) (1902–1942), deutscher Widerstandskämpfer
- Karl Stein (Mathematiker) (1913–2000), deutscher Mathematiker
- Karl vom Stein zum Altenstein (1770–1840), deutscher Politiker
- Kaspar vom Stein († 1463), Schweizer Beamter, Schultheiss von Bern
- Katja Seitz-Stein (* 1967), deutsche Psychologin und Hochschullehrerin
- Kira Stein (* 1952), deutsche Maschinenbauingenieurin
- Klaus Stein (1890–1974), deutscher Politiker (DG, GB/BHE)
- Klaus-Peter Stein (1946–2013), deutscher Fußballspieler
- Konrad Stein (1674–1732), deutscher Jurist
- Kurt Stein (1905–1985), österreichischer Schriftsteller, siehe Karl Eska
- Kurt Stein (Schachspieler) (1959–2021), US-amerikanischer Fernschachspieler
- Kurt Stein (* 1970), US-amerikanischer Skispringer
- Kurt vid Stein (* 1935), dänischer Radsportler

#### L
- Léa Stein (* 1936), französische Schmuckdesignerin
- Lena Stein-Schneider (1874–1958), deutsche Musikerin, Komponistin und Texterin
- Lenore Von Stein (* 1946), US-amerikanische Komponistin, Sängerin und Schauspielerin
- Leo Stein (Librettist) (1861–1921), österreichischer Librettist und Autor
- Leo Stein (Schauspieler) (Leo Walther Stein; 1866–1930), deutscher Schauspieler, Regisseur und Theaterdirektor
- Leo Stein (Kunstsammler) (1872–1947), US-amerikanischer Kunstsammler
- Leon Stein (1910–2002), US-amerikanischer Komponist
- Leonard Stein (1916–2004), US-amerikanischer Musikwissenschaftler, Pianist und Dirigent
- Leonid Stein (1934–1973), sowjetischer Schachspieler
- Leonie Stein (* 1948), Schweizer Theaterregisseurin und Hochschullehrerin
- Leopold Stein (Rabbiner) (1810–1882), deutscher Rabbiner und Schriftsteller
- Leopold Stein (Mediziner) (1893–1969), österreichischer Logopäde und Psychiater
- Linda Stein (1945–2007), US-amerikanische Musikmanagerin und Immobilienmaklerin
- Lisa Stein (* 1994), deutsche Volleyballspielerin
- Lola Stein (1885–1959), deutsche Schriftstellerin
- Longest F. Stein (1953–2023), deutscher Ausstellungsgestalter
- Lorenz von Stein (1815–1890), deutscher Staatsrechtslehrer und Nationalökonom
- Lothar Stein (* 1962), deutscher Basketballspieler und -trainer
- Lotte Stein (1894–1982), deutsche Schauspielerin
- Lou Stein (1922–2002), US-amerikanischer Jazzpianist
- Ludwig von Stein (1693–1780), deutscher Obrist und Wohltäter
- Ludwig Stein (Philosoph) (1859–1930), ungarisch-schweizerischer Philosoph
- Ludwig Stein (Mediziner) (1864–1942), österreichisch-ungarischer Internist und Neurologe
- Ludwig Stein (Schriftsteller, 1868) (1868–??), deutscher Schriftsteller
- Ludwig Stein (Schriftsteller, 1869) (1869–??), österreichisch-ungarischer Feuilletonist und Schriftsteller
- Ludwig Freiherr von Stein zu Lausnitz (1868–1934), deutscher Offizier und Forschungsreisender
- Luise von Stein (* 1999), deutsche Schauspielerin

#### M
- Manfred Stein (1947–1979), deutscher Motocrossfahrer
- Marc Stein (Historiker) (* 1963), amerikanischer Historiker
- Marc Stein (Fußballspieler) (* 1985), deutscher Fußballspieler
- Maria Stein-Lessing (1905–1961), deutsch-südafrikanische Kunsthistorikerin und Kunstsammlerin
- Marianne vom und zum Stein (1753–1831), deutsche Stiftsdame, Äbtissin von Wallenstein
- Marianne Stein (1888–1944), österreichische Anatomin und Sozialmedizinerin
- Marie Stein († 1866), russisch-deutsche Schauspielerin
- Marie Stein-Ranke (1873–1964), deutsche Malerin und Grafikerin
- Marion Stein (1926–2014), britische Pianistin
- Mark Stein (Musiker) (* 1947), US-amerikanischer Rockmusiker
- Mark Stein (Anglist) (* 1966), deutscher Anglist und Kulturwissenschaftler
- Mark Stein (Fußballspieler) (Earl Mark Sean Stein; * 1966), südafrikanisch-englischer Fußballspieler
- Markus Stein (Verleger) (1845–1935), österreichischer Lehrer und Verleger
- Markus Stein (Philologe) (* 1962), deutscher Klassischer Philologe
- Markus Stein (Regisseur) (* 1965), deutscher Filmregisseur, Kameramann und Drehbuchautor
- Markus Stein (Dirigent) (* 1977), deutscher Dirigent, Cembalist, Organist und Kirchenmusiker.
- Markus Stein (Politiker) (* 1985), deutscher Politiker (SPD)
- Marquard vom Stein (um 1425–1495/96), deutscher Humanist, Gräflich württemberg-mömpelgardischer Rat und Landvogt
- Martin Stein (* 1951), deutscher Mathematikdidaktiker und Hochschullehrer
- Mary Stein, US-amerikanische Schauspielerin
- Mathias Stein (* 1970), deutscher Politiker (SPD)
- Matthias Stein (Jurist) (1660–1718), deutscher Rechtswissenschaftler und Hochschullehrer
- Matthias Stein (Maler) (* 1954), deutscher Maler und Zeichner
- Matthias Franz Stein (* 1980), österreichischer Schauspieler
- Matthias Zágon Hohl-Stein (* 1952), deutscher Bildhauer
- Max Stein (Unternehmer) (1871–1952), deutscher Unternehmer und Bibliophiler
- Max Stein (Anwalt) (1901–1964), deutsch-israelischer Anwalt und Verwaltungsjurist
- Max Martin Stein (1911–2001), deutscher Pianist und Musikpädagoge
- Meike Katrin Stein (* 1991), deutsche Komponistin, Musikerin und Autorin
- Michael Stein (Theologe) (1747–1779), deutscher Theologe und Historiker
- Michael Stein (Übersetzer) (* 1948), deutscher Übersetzer und Hochschullehrer
- Michael Stein (Schlagersänger) (1950–2021), deutscher Schlagersänger
- Michael Stein (Autor) (1952–2007), deutscher Musiker, Kabarettist und Autor
- Michael Stein (Fußballspieler) (* 1960), deutscher Fußballspieler
- Michael Stein (Journalist) (* 1962), deutscher Journalist
- Michael Schmidt-Stein (* 1942), deutscher Maler und Radierer
- Miriam Stein (* 1988), österreichisch-schweizerische Schauspielerin
- Miriam Yung Min Stein (* 1977), deutsche Journalistin und Autorin
- Mitch Stein (Moose Stein), US-amerikanischer Jazzgitarrist
- Monika Stein (* 1954), deutsche Malerin, Grafikerin und Bildhauerin
- Moritz Adolf Stein (1797–1871), deutscher Maler und Zeichner

#### N
- Nadja Stein (1891–1961), österreichisch-israelische Frauenfunktionärin
- Nathan Stein (Jurist) (1857–1927), deutscher Jurist und Richter
- Nathan Stein (Wirtschaftswissenschaftler) (1881–1966), deutschamerikanischer Jurist
- Nathan Stein (Schwimmer) (* 1992), kanadischer paralympischer Schwimmer
- Niels Stein (* 1991), deutscher Leichtathlet
- Niki Stein (Nikolaus Stein von Kamienski; * 1961), deutscher Regisseur
- Norbert Stein (* 1953), deutscher Jazzmusiker

#### O
- Oliver Stein (Mathematiker) (* 1967), deutscher Mathematiker und Hochschullehrer
- Oliver Stein (Sänger) (* 1970), deutscher Sänger
- Oliver Stein (Schauspieler) (* 1971), deutscher Schauspieler und Theaterregisseur
- Oliver Stein (Historiker) (* 1972), deutscher Militärhistoriker
- Oliver Stein (Reiter) (* 1980), deutscher Westernreiter
- Oliver Stein (Rugbyspieler) (* 2001), deutscher Rugbyspieler
- Oswald Stein (1830–nach 1883), deutscher Journalist, Schriftsteller, Drucker und Verleger, siehe Karl Wörle (Journalist)
- Otto Stein (Politiker, I), deutscher Gutsbesitzer und Politiker, MdL Baden
- Otto Stein (Indologe) (1893–1942), österreichischer Indologe und Althistoriker
- Otto Stein (Politiker, II), deutscher Politiker (WP), MdL Preußen
- Otto Stein (Kameramann), deutscher Kameramann, Regisseur und Produzent
- Otto Stein (Schriftsteller) (1902–1981), österreichischer Schriftsteller
- Otto Stein (Wirtschaftswissenschaftler) (1904–nach 1966), deutscher Wirtschaftswissenschaftler
- Otto von Graben zum Stein (um 1690–1756), deutscher Schriftsteller
- Otto von Stein zu Nord- und Ostheim (1854–1915), deutscher Offizier
- Otto Th. W. Stein (Otto Theodor Wilhelm Stein; 1877–1958), deutsch-böhmischer Zeichner und Maler
- Otto Wilhelm Stein (1893–??), deutscher Landschafts- und Gartenarchitekt
- Ottomar Stein (1867–1958), deutscher Architekt

#### P
- Paul vom Stein († 1584), deutscher Mediziner, Physiker und Pädagoge
- Paul Stein (Theologe) (1585–1634), deutscher Theologe
- Paul Stein (Bankier) (1841–1887), deutscher Bankier
- Paul Stein (Entomologe) (1852–1921), deutscher Entomologe
- Paul Stein (Bergbauingenieur) (1874–1956), deutscher Bergbaumanager und Verbandsfunktionär
- Paul Stein (Grafiker) (1949–2004), deutscher Grafiker und Buchkünstler
- Paul E. Stein (1944–2002), Generalleutnant der US Air Force
- Paul Ludwig Stein (1892–1951), österreichischer Schauspieler und Filmregisseur
- Paulus Stein (1550–1621), deutscher Goldschmied
- Peter vom Stein (um 1390–1480), deutscher Geistlicher
- Peter Stein (Maler, 1922) (1922–2015), Schweizer Maler und Grafiker
- Peter Stein (* 1937), deutscher Regisseur
- Peter Stein (Germanist) (1941–2024), deutscher Germanist und Hochschullehrer
- Peter Stein (Kameramann) (* 1943), US-amerikanischer Kameramann
- Peter Stein (Romanist) (* 1947), deutscher Romanist
- Peter Stein (Basketballspieler), deutscher Basketballspieler
- Peter Stein (Maler, 1952) (* 1952), deutscher Maler und Grafiker
- Peter Stein (Politiker) (* 1968), deutscher Politiker
- Peter Stein (Semitist) (* 1970), deutscher Semitist
- Peter Gonville Stein (1926–2016), britischer Jurist, Rechtshistoriker und Hochschullehrer
- Peter K. Stein (1940–1997), österreichischer Germanist, Literaturwissenschaftler und Hochschullehrer
- Peter Wilhelm Stein (1795–1831), deutscher Mathematiker und Lehrer
- Petra Stein (* 1964), deutsche Sozialwissenschaftlerin
- Phil Stein (Philip John Stein; 1913–1987), kanadischer Eishockeytorwart
- Philip Stein (Mathematiker) (1890–1974), südafrikanischer Mathematiker
- Philip Stein (Maler) (Estaño; 1919–2009), US-amerikanischer Maler
- Philip Stein (Aktivist) (* 1991), deutscher Verleger und politischer Aktivist
- Philipp Stein (Politiker) (1859–1926), deutscher Politiker (SPD), MdL Kassel
- Philipp Stein (Jurist) (1870–1932), deutscher Rechtsanwalt und Politiker
- Philipp Stein (Koch) (* 1990), deutscher Koch

#### R
- René Stein (* 1981), deutscher Koch
- Richard Stein (Bergbeamter) (1834–1917), deutscher Bergbeamter
- Richard Stein (Verleger) (1871–1932), österreichischer Verleger
- Richard Stein; Geburtsname von Richard Frey (1920–2004), österreichisch-chinesischer Arzt und Politiker
- Richard Heinrich Stein (1882–1942), deutscher Komponist
- Richard S. Stein (1925–2021), US-amerikanischer Chemiker
- Rick Stein (Christopher Richard Stein; * 1947), britischer Koch, Gastronom und Fernsehmoderator
- Rita Stein-Redent (* 1958), deutsche Soziologin und Hochschullehrerin
- Robert Stein (Polarforscher) (1857–1917), deutsch-amerikanischer Übersetzer, Autor und Polarforscher
- Robert Stein (Historiker, 1948) (Robert Louis Stein; * 1948), kanadischer Historiker
- Robert Stein (Historiker, 1960) (* 1960), niederländischer Historiker
- Robert Stein (Politiker) (* 1979), deutscher Unternehmer und Politiker (CDU)
- Robert M. Stein (* 1961), deutscher Bankmanager
- Roger Stein (* 1975), österreichischer Musiker
- Roland Stein (Pädagoge) (* 1962), kanadisch-deutscher Sonderpädagoge und Hochschullehrer
- Roland Stein (Fußballspieler) (* 1973), deutscher Fußballspieler
- Roland Müller-Stein (1895/1900–1972), deutscher Schauspieler, Theatergründer und -intendant
- Rolf A. Stein (1911–1999), französisch-deutscher Tibetologe und Sinologe
- Ronald Stein (1930–1988), US-amerikanischer Komponist für Filmmusik
- Rosa Stein (1883–1942), deutsche Klosterpförtnerin
- Rose Stein (1901–1976), deutsche Harfenistin und Musikpädagogin
- Rudolf Am Stein (Johann Rudolf Am Stein; 1777–1861), deutscher Kartograf und Entomologe
- Rudolf Stein (1899–1978), deutscher Denkmalpfleger und Architekt
- Rudolf Stein (Manager) (1910–1987), deutscher Bergbeamter und Manager
- Rudolf Panzl-Stein (1889–nach 1949), österreichischer Bibliothekar
- Rudolf Otto Stein (1880–1951), österreichischer Dermatologe
- Russ Stein (1896–1970), US-amerikanischer American-Football-Spieler und Polizeibeamter

#### S
- Salomon Stein (1866–1938), deutscher Rabbiner
- Sandra Stein (* 1986), deutsche Politikerin (Bündnis 90/Die Grünen), MdB
- Sascha Stein (* 1984), deutscher Dartspieler
- Schimon Stein (* 1948), israelischer Diplomat
- Sebastian Stein (* 1979), deutscher Filmemacher
- Sebastian Stein (* 1985), deutscher Architekt
- Seymour Stein (1942–2023), US-amerikanischer Musikproduzent
- Shaquille Stein (* 2000), surinamischer Fußballspieler
- Siegmund Stein (1897–1942), deutscher Rabbiner
- Sigmund Theodor Stein (1840–1891), deutscher Naturwissenschaftler und Mediziner
- Sol Stein (1926–2019), US-amerikanischer Schriftsteller, Publizist und Lektor
- Sophie Stein (* 1995), deutsche Schriftstellerin und Drehbuchautorin
- Stephan Stein (* 1963), deutscher Germanist, Linguist und Hochschullehrer
- Stephanie Stein Crease, US-amerikanische Musikhistorikerin
- Susanne Stein (Geherin), deutsche Geherin
- Susanne Stein (* 1957), deutsche Journalistin und Autorin, siehe Susanne Walsleben

#### T
- Theodor Stein (Musiker) (1819–1893), deutscher Pianist, Komponist und Musikpädagoge
- Theodor Stein (Ingenieur) (1895–1974), Schweizer Ingenieur und Unternehmer
- Theodor August Stein (1802–1876), deutscher Architekt und Baubeamter
- Theodor Friedrich Stein (um 1730–1780/1788), deutscher Maler
- Thomas Stein (Liedermacher) (Thomas Ralf Stein; * 1959), deutscher Liedermacher
- Thomas M. Stein (Thomas Michael Stein; * 1949), deutscher Musikproduzent
- Thore Stein (* 1988), deutscher Politiker (AfD)
- Tine Stein (* 1965), deutsche Politikwissenschaftlerin
- Torsten Stein (Rechtswissenschaftler) (1944–2024), deutscher Rechtswissenschaftler
- Torsten Stein (Basketballspieler), deutscher Basketballspieler

#### U
- Udo Stein (* 1983), deutscher Politiker (AfD)
- Uli Stein (Cartoonist) (1946–2020), deutscher Cartoonist
- Uli Stein (Fußballspieler) (Ulrich Stein; * 1954), deutscher Fußballspieler
- Ulrich Stein (Rechtswissenschaftler) (* 1954), deutscher Rechtswissenschaftler und Hochschullehrer
- Ulrich Stein (Regisseur) (* 1955), deutscher Filmregisseur, Drehbuchautor und Filmeditor
- Ursula Stein (Schriftstellerin) (* 1938), deutsche Schulpsychologin und Schriftstellerin
- Ursula Stein (Rechtswissenschaftlerin) (* 1951), deutsche Rechtswissenschaftlerin
- Ursula Stein (Raumplanerin) (* 1957), deutsche Raumplanerin

#### V
- Vera Stein (eigentlich Waltraut Storck; * 1958), deutsches Psychiatrie-Opfer
- Viktor Stein (1876–1940), österreichischer Redakteur und Politiker (SdP)
- Vincent Stein, eigentlicher Name von Beatzarre (* 1983), deutscher Musikproduzent und Sänger
- Volker Stein (* 1966), deutscher Wirtschaftswissenschaftler

#### W
- Walter Stein (SS-Mitglied) (1896–1985), deutscher SS-Oberführer und Polizeipräsident
- Walter Stein (Astronom) (1904–1993), deutscher Astronom und Hochschullehrer
- Walter Stein (Autor), deutscher Autor
- Walter Johannes Stein (1891–1957), österreichischer Anthroposoph, Lehrer, Heilpraktiker und Schriftsteller
- Walther Stein (1864–1920), deutscher Historiker und Hochschullehrer
- Werner Stein (Bildhauer) (1855–1930), deutscher Bildhauer
- Werner Stein (Schauspieler) (1888–1963), deutscher Schauspieler
- Werner Stein (Ingenieur), deutscher Ingenieur
- Werner Stein (Politiker) (1913–1993), deutscher Physiker und Politiker (SPD)
- Wilhelm Stein (Pfarrer) (1807–1849), deutscher Bergwerksingenieur und Pfarrer
- Wilhelm Stein (Chemiker) (1811–1889), deutscher Chemiker
- Wilhelm Stein (Ingenieur) (1870–1964), deutscher Ingenieur und Nahverkehrsmanager
- Wilhelm Stein (Kunsthistoriker) (1886–1970), Schweizer Kunsthistoriker und Hochschullehrer
- Wilhelm Stein (Journalist) (1890–?), deutscher Journalist, Korrespondent, Presseattaché
- Wilhelm Stein (Widerstandskämpfer) (1895–1944), deutscher Ingenieur und Widerstandskämpfer
- William A. Stein (* 1974), US-amerikanischer Mathematiker
- William Earl Stein (1899–1983), US-amerikanischer American-Football-Spieler, siehe Bill Stein
- William Howard Stein (1911–1980), US-amerikanischer Biochemiker
- Willie Cauley-Stein (* 1993), US-amerikanischer Basketballspieler
- Wilm von Stein-Liebenstein (1869–1954), deutscher Jurist und Politiker (Zentrum), MdL
- Wolfgang Stein (* 1943), deutscher Tischtennisspieler
- Wolfgang Hans Stein (* 1945), deutscher Archivar und Historiker

#### Y
- Yannic Stein (* 2004), deutscher Fußballtorwart

### Adelsfamilien
- Stein (vogtländisches Adelsgeschlecht)
- Stein (Adelsgeschlecht aus Oberstein), im 17. Jahrhundert erloschen, siehe Oberstein (Adelsgeschlecht)
- Stein (pommersches Adelsgeschlecht), im 17. Jahrhundert erloschen
- Stein (Schwarzwälder Adelsgeschlecht), im 14. Jahrhundert erloschen
- Stein (thüringisches Adelsgeschlecht), ein uradliges Geschlecht, das in Thüringen in der Grafschaft Schwarzburg, Grafschaft Kevernburg und Grafschaft Orlamünde beheimatet war
- Stein (schweizerisches Adelsgeschlecht)
- Stein (fränkisches Adelsgeschlecht), altes Adelsgeschlecht aus der Gegend von Ingelfingen im heutigen Baden-Württemberg
- Stein (Adelsgeschlecht, 1653), ein aus Wismar stammendes Geschlecht, das am 30. September 1653 den schwedischen Adelsstand erhielt.
- Stein (Adelsgeschlecht, 1750), ein briefadeliges Geschlecht, das am 23. Februar 1750 als von Steun geadelt wurde
- Stein (Adelsgeschlecht, 1797), ein Ratsgeschlecht aus Rostock, das am 29. März 1797 geadelt wurde
- Stein (Adelsgeschlecht, 1778), ein am 6. Juli 1798 geadeltes Geschlecht, dessen Stammvater der Major und Quartiermeister Samuel Friedrich Stein ist
- Stein (Adelsgeschlecht, 1874), ein Adelsgeschlecht, das am 8. Juni 1874 den preußischen Adelsstand erhielt
- Stein (Adelsgeschlecht, 1878), ein aus Sachsen stammendes Geschlecht, das am 27. April 1878 geadelt wurde
- Stein (Adelsgeschlecht, 1908), ein aus der Herrschaft Limpurg (Württemberg) stammendes Geschlecht, das am 30. September 1611 geadelt wurde
- Stein (Adelsgeschlecht, 1913), ein auf den Pfarrer Hermann Stein zurückgehendes Geschlecht, dessen Sohn am 16. Juni 1913 geadelt wurde
- Ritter Heidenreich von Stein, auch Heidenreich von Grünhain genannt, und ein Konrad von Stein („de lapide“) als Ministeriale der Meinheringer auf Burg Stein bei Hartenstein, Sachsen
- „Egerer vom Stein“, Zwickauer Patriziergeschlecht, das offenbar zeitweise (1305–1350?) im Besitz von Burg und Herrschaft Stein bei Hartenstein war, Sachsen
- Stain, schwäbisches Adelsgeschlecht

Stein mit Namenszusatz:
- Altenstein (Adelsgeschlecht), ein fränkisches Uradelsgeschlecht, das 1296 mit Georg von Stein urkundlich erscheint
- Stein von Hilpoltstein
- Stein von Kamienski, ein polnisches Adelsgeschlecht, das am 15. Juni 1802 die preußische Adelsanerkennung erhielt
- Stein zu Lausnitz, ein osterländisches Uradelsgeschlecht mit dem Stammhaus Lausnitz bei Neustadt an der Orla
- Stein zu Liebenstein – später Stein-Liebenstein zu Barchfeld, ein fränkisches Uradelsgeschlecht mit der Stammburg Altenstein bei Bad Liebenstein in Thüringen
- Stein von Lichtenstein, fränkisches Adelsgeschlecht von Burg Lichtenstein
- Stein zu Nassau, ein nassauisches Uradelsgeschlecht, das 1195 zuerst erscheint.
- Stein zu Nord- und Ostheim, ein fränkisches Uradelsgeschlecht, das 1273 urkundlich zuerst erwähnt wird.

### Vorname
- Stein Bråthen (* 1954), norwegischer Radrennfahrer
- Stein Eriksen (1927–2015), norwegischer Skirennläufer
- Stein Husebø (* 1944), norwegischer Mediziner
- Stein Huysegems (* 1982), belgischer Fußballspieler
- Stein Erik Lauvås (* 1965), norwegischer Politiker
- Stein Mehren (1935–2017), norwegischer Schriftsteller
- Stein Metzger (* 1972), US-amerikanischer Beachvolleyballspieler
- Stein Reinertsen (* 1960), norwegischer Geistlicher, Bischof von Agder und Telemark
- Stein Riverton, Pseudonym von Sven Elvestad (1884–1934), norwegischer Journalist und Schriftsteller
- Stein Rokkan (1921–1979), norwegischer Soziologe
- Stein Rønning (1965–2008), norwegischer Karateka
- Stein Olaf Sando (* 1968), norwegischer Handballspieler